# Procolophon
Procolophon trigoniceps è un rettile estinto, appartenente ai procolofonidi. Visse nel Triassico inferiore (circa 251 - 247 milioni di anni fa) e i suoi resti fossili sono stati ritrovati in Sudafrica, in Brasile e in Antartide.

## Descrizione
Questo animale aveva l'aspetto di una tozza lucertola e solitamente non superava la lunghezza di 30 centimetri. 
Possedeva un cranio triangolare se visto dall'alto, con ampie orbite e un grande foro pineale. 

### Cranio
Nel cranio, il quadratojugale presentava un prolungamento a forma di larga spina, più sviluppato rispetto a quello di forme arcaiche come Nyctiphruretus. Sulla superficie del mascellare e del nasale era presente una depressione che forse ospitava una ghiandola. L'epipterigoide era gracile, ma fissato con una base larga allo pterigoide, vicino all'articolazione con il basisfenoide. L'osso quadrato, relativamente ridotto, presentava un piccolo condilo articolare per la mandibola, posta verticalmente sotto di esso. L'osso tabulare era molto sviluppato, mentre il postparietale era pressoché scomparso. Il basioccipitale formava un condilo ingrossato trasversalmente. Nella parte interna del cranio, l'orecchio interno era molto aperto e in una posizione molto elevata, che richiama quella dei cheloni. La mandibola era corta e robusta; le varie ossa della mandibola possedevano suture ben marcate. Premascellare, mascellare e mandibola erano forniti di denti abbastanza robusti e dalla punta smussata, simili a bastoncini. 

### Scheletro postcranico
Il cinto scapolare comprendeva una scapola posta verticalmente, priva di acromion. I due elementi del coracoide, insieme alla scapola, prendevano parte alla costituzione di una cavità glenoide, una depressione a forma di triedro al contrario. Essa doveva essere ricoperta, nell'animale in vita, da uno spesso strato di cartilagine, così come la testa articolare dell'omero. Il cinto pelvico comprendeva un ilio elevato e stretto, un pube massiccio, quadrangolare e dotato di un forame e un ischio tipicamente rettiliano. Le zampe e la coda erano relativamente corte e tozze; le dita erano tozze e robuste. Le vertebre erano robuste e la gabbia toracica arrotondata era composta da numerose costole sottili.

## Classificazione
Procolophon trigoniceps venne descritto per la prima volta nel 1876 da Richard Owen, sulla base di resti fossili ritrovati in terreni del Triassico inferiore in Sudafrica. Fossili attribuiti a questa specie son stati poi rinvenuti anche in Antartide e in Brasile. Altre specie attribuite a Procolophon, come P. brasiliensis, P. pricei e P. laticeps, descritte in seguito, sono state di recente considerate identiche alla specie tipo (Cisneros, 2008). 
Procolophon è il genere eponimo della famiglia Procolophonidae e del taxon Procolophonia; questo gruppo comprende piccoli animali simili a lucertole, comprendenti gli ultimi pararettili a scomparire nel corso del Triassico superiore. Procolophon, in particolare, sembrerebbe essere stato un membro piuttosto derivato del gruppo, all'interno della sottofamiglia Procolophoninae. 

## Paleobiologia
Procolophon era un piccolo erbivoro o insettivoro, che si muoveva alla ricerca di cibo e probabilmente scavava tane ipogee per proteggersi dai predatori. Non è chiaro a cosa servisse lo sperone osseo nella zona delle guance, ma forse era una zona di ancoraggio per i muscoli della bocca. 
La presenza di esemplari di Procolophon, un animale spiccatamente terrestre, in zone attualmente lontane fra loro come il Sudafrica, il Sudamerica e l'Antartide, è un'ulteriore prova della deriva dei continenti: nel Triassico inferiore, queste masse continentali erano ancora unite.